# Équipe des États-Unis féminine de rugby à XV
L'équipe des États-Unis féminine de rugby à XV est constituée par une sélection des meilleures joueuses américaines de rugby à XV. Officiellement formée en 1987, l'équipe (connue sous le nom des Eagles) a gagné la première Coupe du monde en 1991, et a fini deuxième des deux suivantes en 1994 et en 1998.

## Histoire
Le rugby à XV féminin se développe dans les universités américaines dès les années 1960 mais l'équipe des États-Unis ne joue son premier match officiel qu'en 1987, contre l'équipe du Canada. En 1990, elle participe au premier tournoi international, le RugbyFest disputé à Christchurch en Nouvelle-Zélande et termine deuxième après une défaite 9-3 contre la nation hôte.
Les Américaines prennent leur revanche dès l'année suivante : elles battent les Néo-Zélandaises en demi-finale de la première Coupe du monde (7-0). En finale, elles triomphent face à l'Angleterre et deviennent les premières championnes du monde.
Elles remettent leur titre mondial en jeu en 1994 lors de la seconde Coupe du monde en Écosse. Après quatre larges victoires (111-0 et 121-0 en poule, 76-0 en quart et 56-15 en demie), les Américaines retrouvent en finale les Anglaises, qui les avaient battues l'année précédente lors de la Canada Cup (17-6). Elles s'inclinent à nouveau (38-23) et perdent leur titre. Quatre ans plus tard, elles sont à nouveau finalistes lors de la Coupe du monde 1998 et s'inclinent cette fois contre la Nouvelle-Zélande.
Au début des années 2000, le niveau des Américaines baisse par rapport à celui de leurs concurrentes. En 2002, elles perdent en quart de finale de la Coupe du monde face à la France et finissent septièmes de la compétition.
Lors de la Coupe du monde 2006, une défaite lors du premier match contre les Anglaises leur interdit une fois de plus les demi-finales et les Eagles gagnent leurs quatre matchs suivants pour obtenir la cinquième place. L'histoire se répète lors de la Coupe du monde 2010 : seule l'équipe d'Angleterre parvient à s'imposer devant les Américaines et celles-ci conservent leur 5e place. Elles atteignent les demi-finales en 2017, pour la première fois depuis 1998, mais sont battues par la Nouvelle-Zélande puis par la France lors du match pour la troisième place.
Au mois d'avril 2024, Sione Fukofuka (en) convoque 31 joueuses pour préparer la Pacific Four Series. Le groupe compte une débutante : Samantha Brackett. Les Eagles terminent troisièmes, ce qui les qualifie pour le WXV 1. En septembre, après une tournée très serrée mais victorieuse au Japon, Sione Fukofuka sélectionne trente joueuses pour un WXV qui s'annonce très relevé. Toutes les joueuses de Premiership sont présentes et l'équipe a le renfort des septistes Hingano, Fa'avesi, Emba, Harris-Jones et Thomas. Deux joueuses notables sont absentes : Olivia Ortiz et Katana Howard. L'équipe perd ses trois matchs.
Lors de la première rencontre de la Pacific Four Series 2025, les Eagles reçoivent le Canada au CPKC Stadium. À cette occasion, leur record d'assistance est pulvérisé avec 10 518 spectateurs. Le record tombe à nouveau deux mois plus tard lors de la réception des Fidji au Audi Field de Washington : 15 198 spectateurs.

## Palmarès
- Vainqueur de la Coupe du monde en 1991

| Édition | Organisateur     | Place            |
| ------- | ---------------- | ---------------- |
| 1991    | Pays de Galles   | 1re              |
| 1994    | Écosse           | 2e               |
| 1998    | Pays-Bas         | 2e               |
| 2002    | Espagne          | 7e               |
| 2006    | Canada           | 5e               |
| 2010    | Angleterre       | 5e               |
| 2014    | France           | 6e               |
| 2017    | Irlande          | 4e               |
| 2021    | Nouvelle-Zélande | Quarts de finale |
| 2025    | Angleterre       |                  |

| Édition | Classement |
| ------- | ---------- |
| 2021    | 2e         |
| 2022    | 3e         |
| 2023    | 4e         |
| 2024    | 3e         |
| 2025    | 4e         |

## Sélectionneurs
| Années    | Sélectionneur    | Assistants                                     |
| --------- | ---------------- | ---------------------------------------------- |
| 1991      | Kevin O'Brien    | Chris Leach                                    |
| 1992-1998 | Frank Boivert    | Joe Kelly                                      |
| 1999-2002 | Martin Gallagher |                                                |
| 2002-2011 | Kathy Flores     |                                                |
| 2011-2017 | Peter Steinberg  |                                                |
| 2018-2024 | Rob Cain         | Jamie Burke Martin Haag Kate Daley             |
| 2024-     | Sione Fukofuka   | Melodie Bosman (avants) Sarah Chobot (défense) |